# Fosse Notre-Dame
Ne doit pas être confondu avec Puits Notre-Dame.
La fosse Notre-Dame, également orthographiée Notre Dame, de la Compagnie des mines d'Aniche est un ancien charbonnage du Bassin minier du Nord-Pas-de-Calais, situé à Waziers. Les travaux de fonçage commencent en 1856, lorsque la fosse Gayant toute proche commence à produire. La fosse Notre-Dame commence à produire en 1860. La fosse est riche et productive d'après Émile Vuillemin, qui précise en 1878 que la fosse a produit 1 465 000 tonnes de houille depuis sa mise en service.
Un second puits est ajouté à partir de 1905 ou 1907, c'est également à cette époque qu'est ajouté un second puits productif à la fosse Gayant. La fosse est détruite pendant la Première Guerre mondiale. Après sa reconstruction, des cités sont construites à proximité de la fosse, ainsi que des écoles et une église.
La Compagnie des mines d'Aniche est nationalisée en 1946, et intègre le Groupe de Douai. la fosse Notre-Dame est concentrée sur la fosse Gayant en 1953. Dès lors, le puits Notre-Dame no 1 cesse toute activité, alors que le puits no 2 assure le retour d'air et le service pour la concentration. Il est approfondi en 1964 à 777 mètres et doté d'un nouveau chevalement à molettes superposées, l'ancien ne suffisant plus face à la profondeur du puits. La fosse cesse toute activité en 1977, la concentration Gayant le 31 mars 1978. Les puits, profonds de 542 et 834 mètres, sont remblayés en 1978, et les chevalements respectivement détruits en octobre et décembre 1981.
Le site est reconverti en entrepôts de logistique. Au début du XXIe siècle, Charbonnages de France matérialise les têtes des puits Notre-Dame nos 1 et 2, et y installe des exutoires de grisou. De nombreux bâtiments existent encore, ainsi que le terril cavalier no 252, les cités (bien que quelques rues aient été démolies), l'église Notre-Dame des Mineurs, et les écoles. En 2009, le centre médical et les écoles sont inscrits aux monuments historiques, les presbytères français et polonais le sont en 2010, l'église Notre-Dame des Mineurs est classée la même année. La cité-jardin de la Clochette à Douai, la cité pavillonnaire Notre-Dame, le groupe scolaire, le patronage, l'église Notre-Dame des Mineurs, ainsi que les presbytères français et polonais, à Waziers, ont été classés le 30 juin 2012 au patrimoine mondial de l'Unesco.

## La fosse
Alors que la production commence à la fosse Gayant, la Compagnie des mines d'Aniche décide d'ouvrir une nouvelle fosse, également dotée d'un seul puits.

### Fonçage
La fosse Notre-Dame est ouverte à 1 060 mètres au sud-est de la fosse Gayant, à Waziers, près des limites avec Sin-le-Noble. Le puits est commencé en 1856 à l'altitude de 28 mètres. Le diamètre du puits est de 3,60 mètres dans la partie cuvelée et 4,20 mètres dans sa partie non cuvelée. Le cuvelage est en fonte de 4,10 à 88,55 mètres. Le terrain houiller a été atteint à 166,70 mètres, ou à 167,90 mètres,.

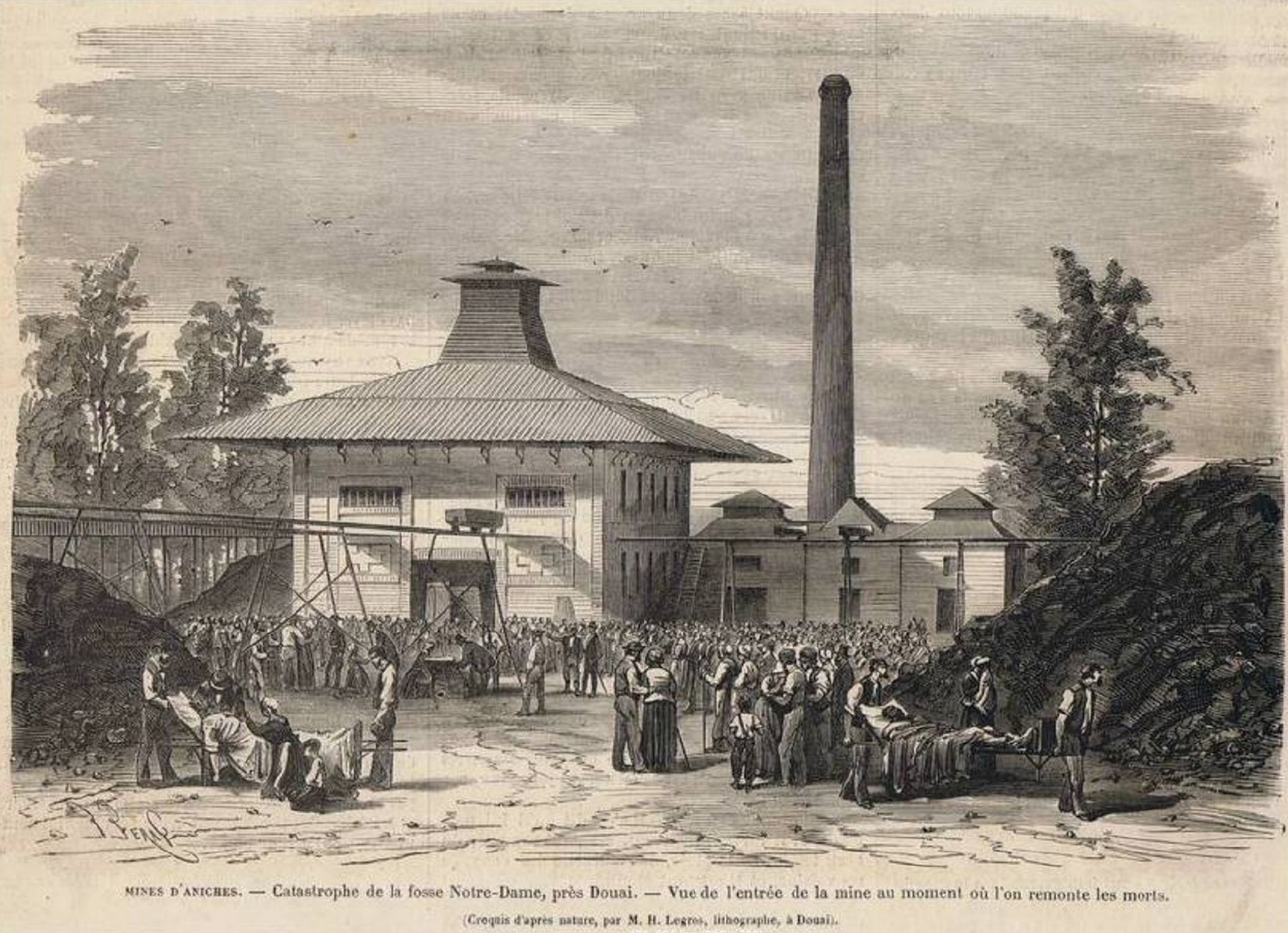
La fosse Notre-Dame au cours de la seconde moitié du XIXe siècle.

### Exploitation
La fosse commence à extraire en 1860. La fosse Dechy a été commencée en 1859 à 1 980 mètres au sud-est et commence à produire en 1863. Les fosses Saint-René et Bernicourt sont également commencées dans la décennie,. La Compagnie des mines d'Aniche exploite alors intensivement la partie occidentale de sa concession, tout en continuant d'ouvrir des fosses dans sa partie orientale,.
En 1878, Émile Vuillemin indique que la fosse Notre-Dame est très riche et productive, et a alors produit depuis son ouverture 1 465 000 tonnes de houille. Le puits est alors profond de 286 mètres, et comporte en conséquence trois accrochages établis à 198, 235 et 281 mètres.
Vers 1886, le dernier accrochage de la fosse Notre-Dame est situé au niveau de 341 mètres. Ses bowettes nord s'étendent jusqu'à la veine Marcel, qui paraît soumise à l'influence des glissements horizontaux constatés à la fosse Bernicourt, sise à 1 170 mètres au nord. Au sud, la bowette de l'étage de 281 mètres a dépassé la veine no 10 ou Claire, et a recoupé les veines nos 11, 12 et 13.
Le puits Notre-Dame no 2 est commencé en 1905, ou 1907, à 70 mètres au nord du premier puits. Son diamètre est de 5,10 mètres, comme les puits Gayant nos 1 et 2. Le cuvelage est en fonte de 1,30 à 87,20 mètres. Le terrain houiller a été atteint à 166,70 mètres. La fosse est détruite durant la Première Guerre mondiale.

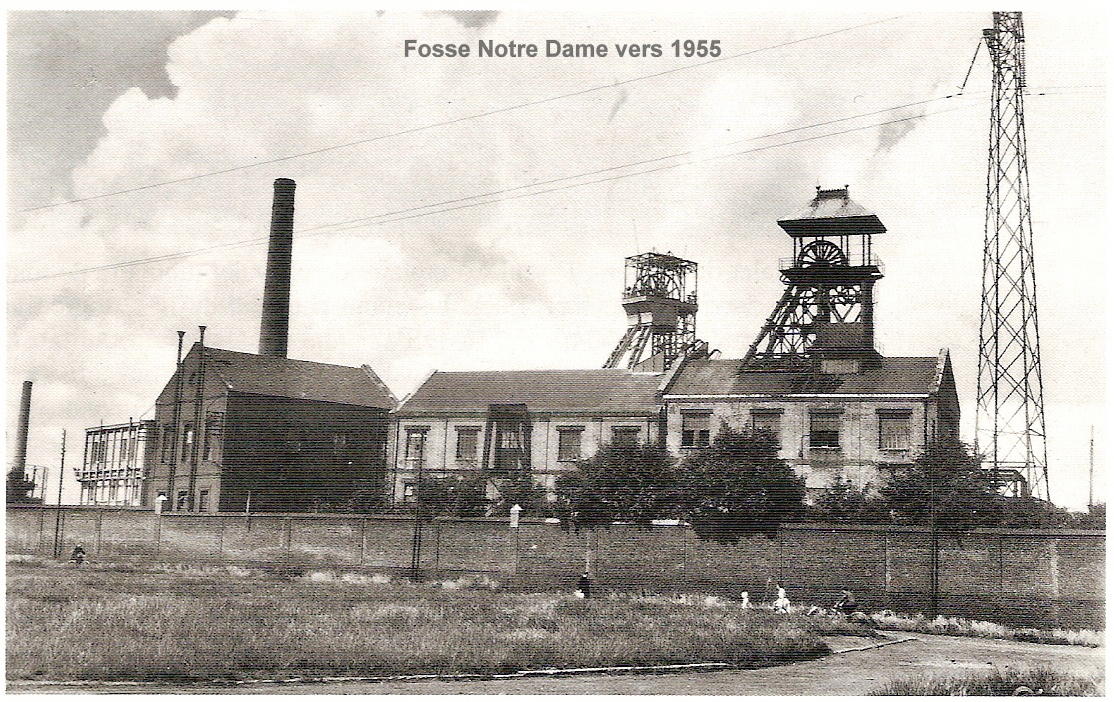
La fosse Notre-Dame vers 1955.

La Compagnie des mines d'Aniche est nationalisée en 1946, et intègre le Groupe de Douai. Le puits Notre-Dame no 1 assure le retour d'air, et son dernier accrochage est établi à 541 mètres. Le puits Notre-Dame no 2 est entrée d'air, et accroché à 650 mètres. Tous deux assurent en plus le service et l'extraction. L'année suivante, une bowette est creusée en direction de la fosse Puits du Midi, sise à Sin-le-Noble à 1 950 mètres au sud-sud-ouest. C'est également en 1947 que commence le fonçage de ce siège post-nationalisation. L'étage de 650 mètres est alors celui de la concentration Gayant.
La fosse Notre-Dame est reliée à la fosse Gayant par une bowette en 1953. À cette date, la production de la fosse Notre-Dame est remontée par le puits Gayant no 1. Le puits Notre-Dame no 1 est définitivement arrêté, quant au second puits, il assure le retour d'air et le service. Celui-ci est d'ailleurs approfondi à 777 mètres en 1964. Le puits no 2 est par cette occasion équipé d'un chevalement à molettes superposées, comme le puits Gayant no 2, et une machine d'extraction à poulie Koepe de 1 750 chevaux remplace la précédente machine d'extraction, qui fonctionnait encore à la vapeur, puisque les installations ne suffiraient plus à la suite du ravalement du puits. La machine d'extraction et son bâtiment, datant de 1948, proviennent de la fosse no 4 - 4 bis des mines de Nœux, sise à Hersin-Coupigny et récemment fermée. Ils sont démontés et réinstallés au puits Notre-Dame no 2.
La fosse ferme en 1977, la concentration Gayant cesse, quant à elle, toute activité le 31 mars 1978. Les deux puits, respectivement profonds de 542 et 834 mètres, sont remblayés en 1978. Ils étaient dotés d'accrochages à 198, 235, 281, 341, 441 et 541 mètres. Le puits Notre-Dame no 2, le plus profond du Groupe de Douai, avait en plus des étages d'extraction établis à 576, 613, 650, 677, 727 et 777 mètres. Les puits nos 1 et 2 ont alors comporté respectivement six et douze accrochages.
Les chevalements sont respectivement abattus en octobre et décembre 1981.

### Reconversion
Au début du XXIe siècle, Charbonnages de France matérialise les têtes des puits Notre-Dame nos 1 et 2, et y installe des exutoire de grisou. Le BRGM y effectue des inspections chaque année. Les puits sont situés dans des hangars.

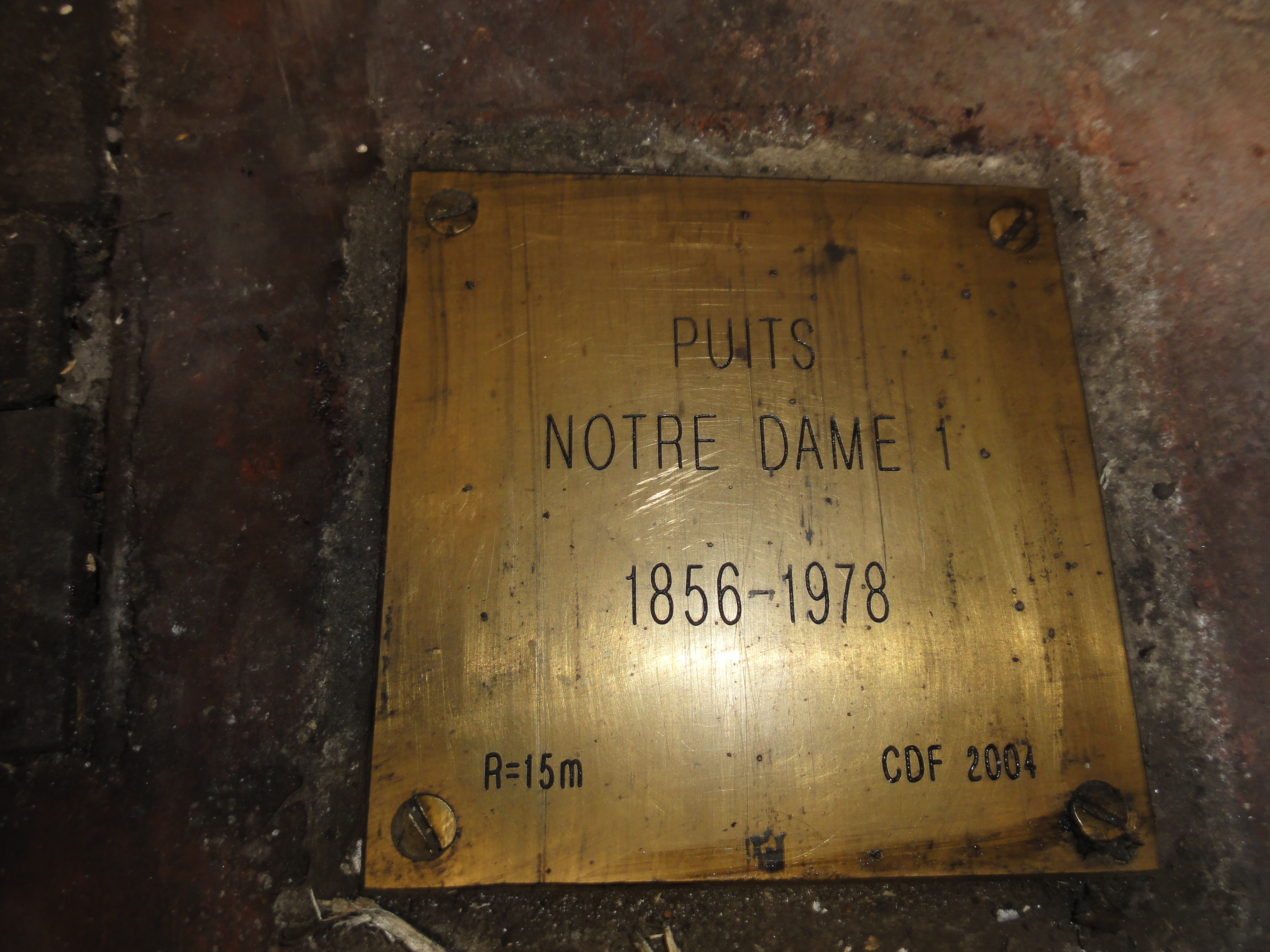
Puits Notre-Dame no 1, 1856 - 1978.
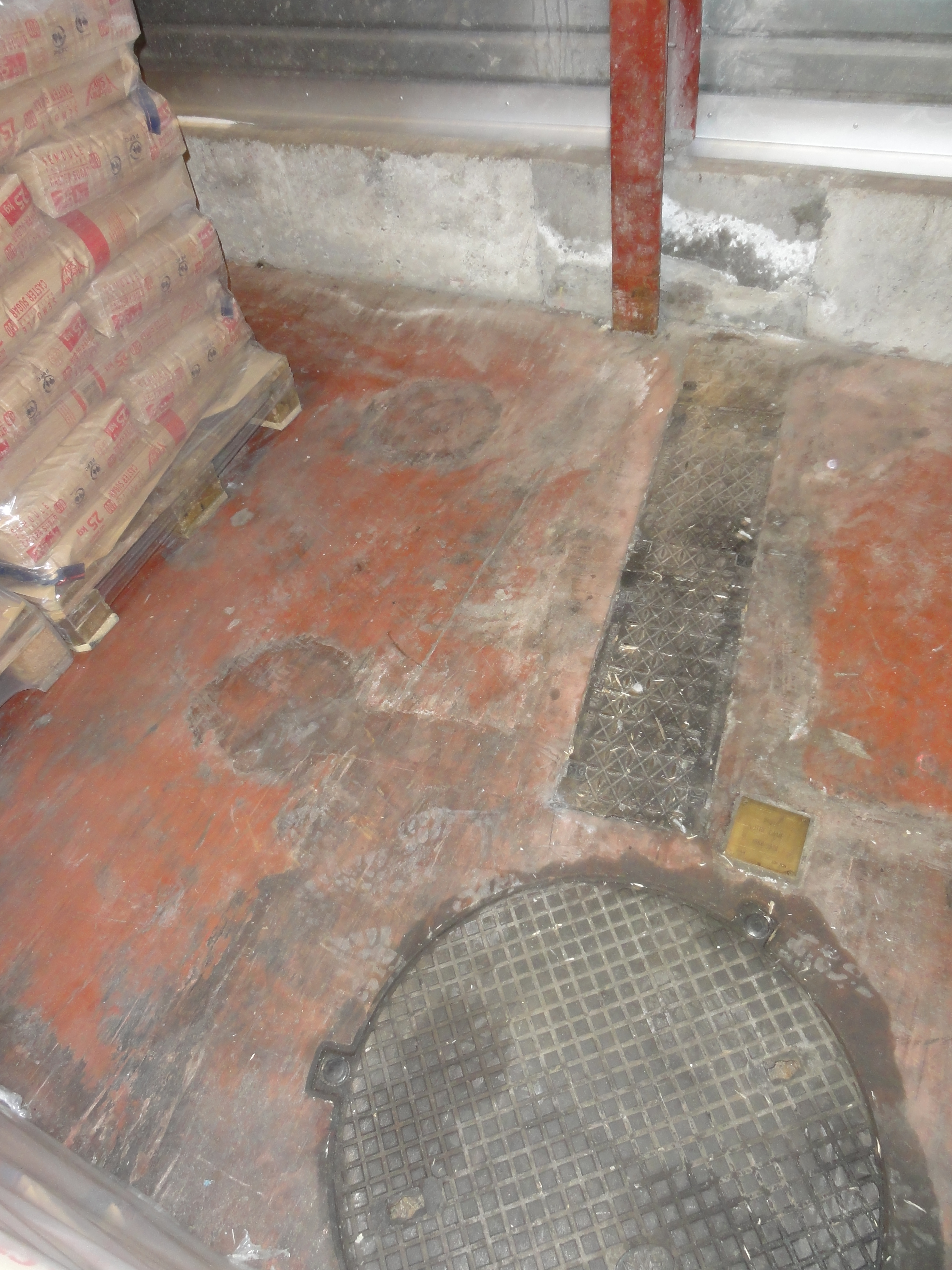
La tête de puits matérialisée no 1.
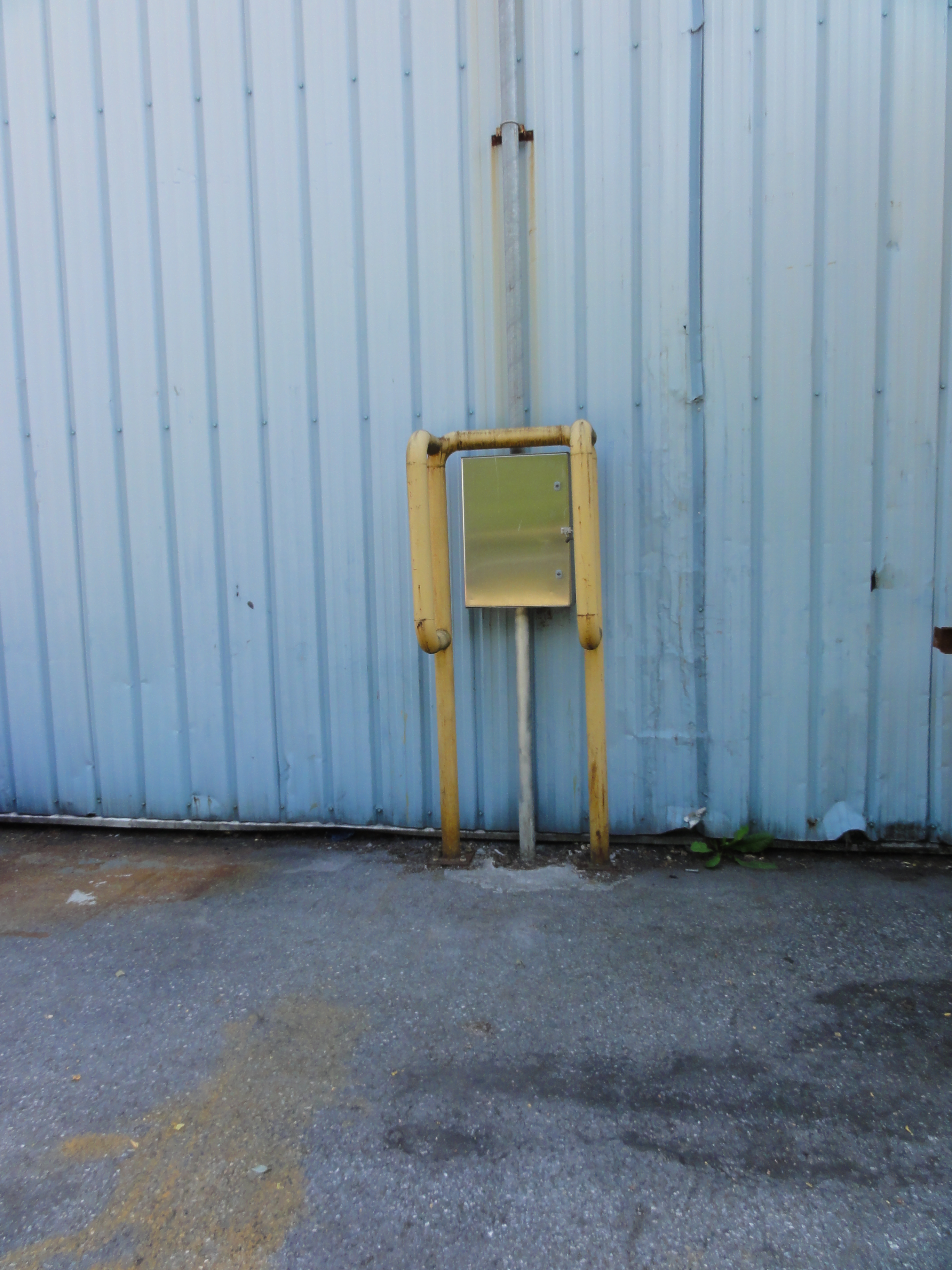
L'exutoire de grisou du puits no 1.
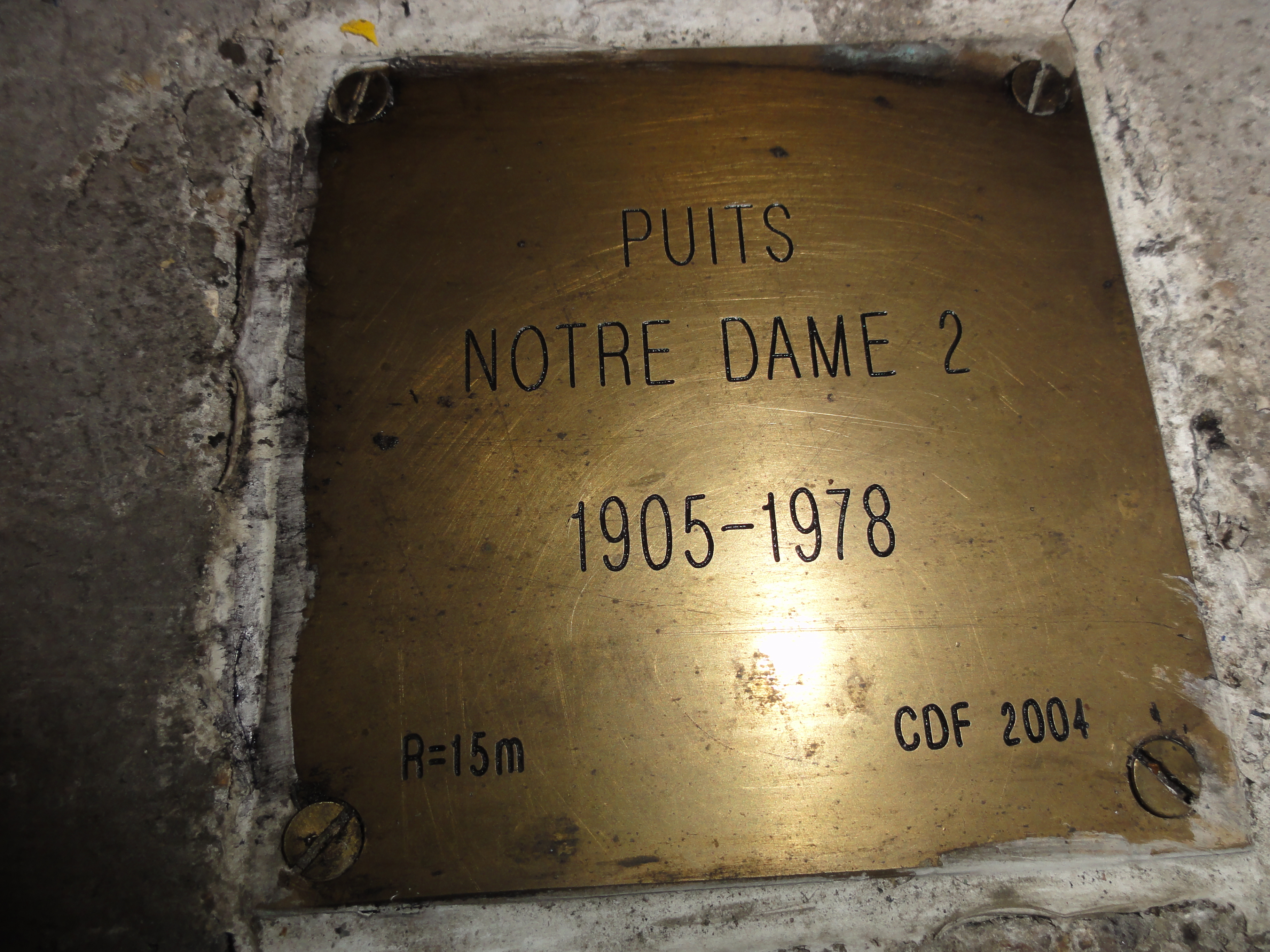
Puits Notre-Dame no 2, 1905 - 1978.
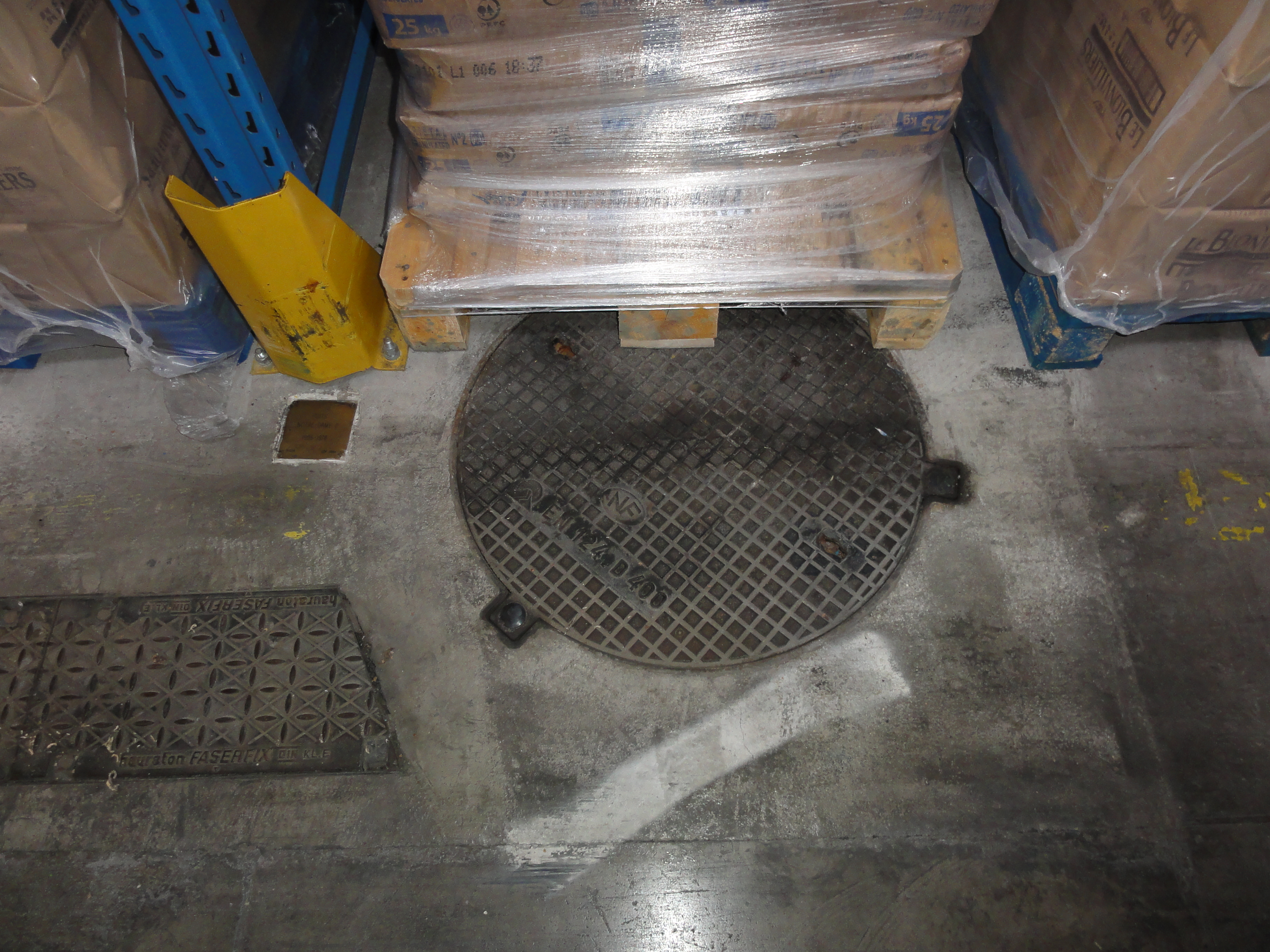
La tête de puits matérialisée no 2.
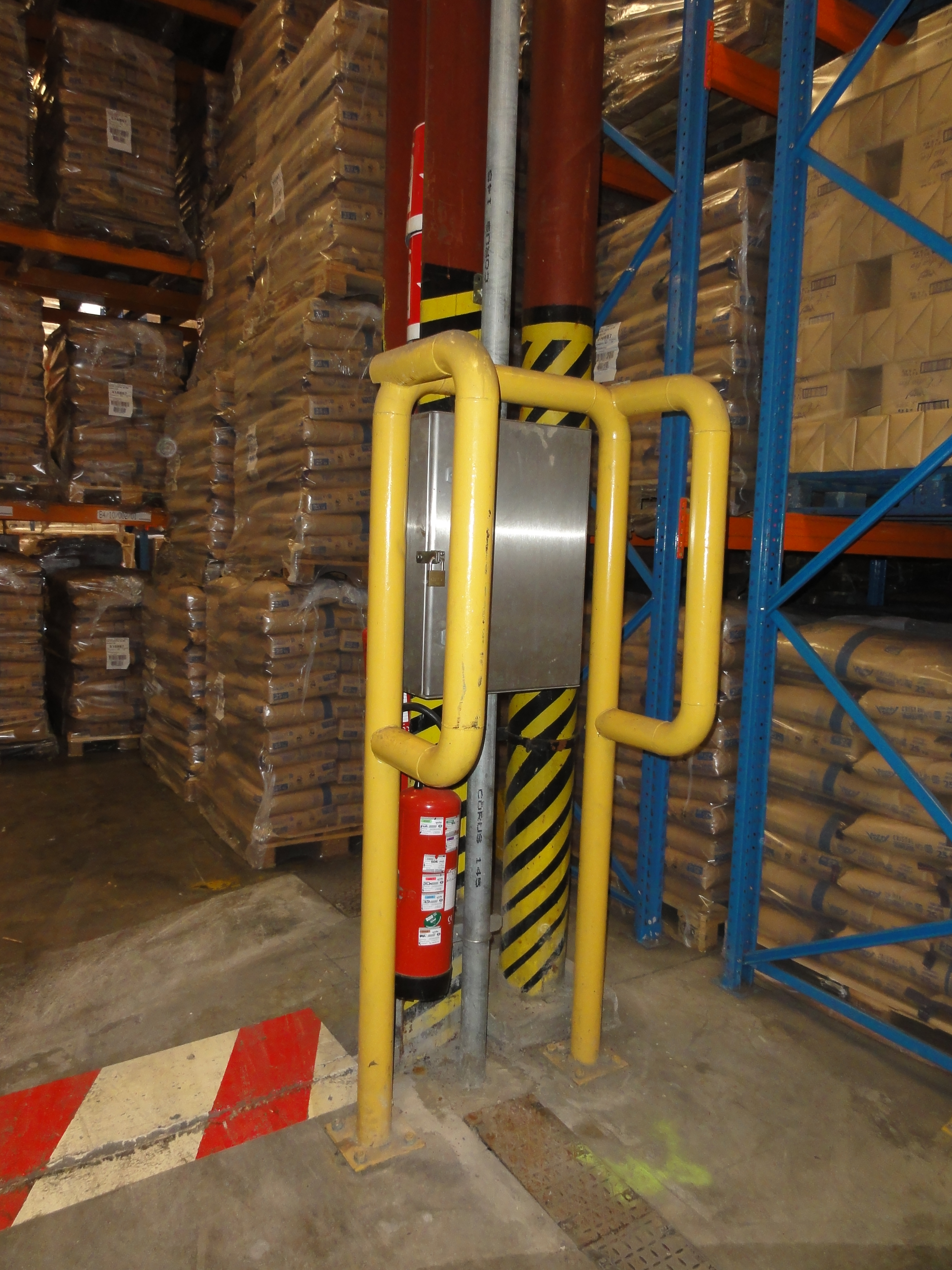
L'exutoire de grisou du puits no 2.

Bien que la partie extractive ait été démolie, il subsiste de nombreux bâtiments annexes : les bureaux, l'atelier, le magasin, les lavabos, la lampisterie, la chaufferie, la salle des machines du puits Notre-Dame no 2 (qui provient de la fosse no 4 - 4 bis des mines de Nœux), la maison du garde et les garages, ainsi qu'une bonne partie des murs d'enceinte,. Certains de ces bâtiments sont difficilement décelables, car intégrés aux hangars de la société de logistique Bils Deroo.
L'APPHIM, association pour la protection du patrimoine historique industriel et minier, demande le classement aux monuments historiques de ces bâtiments.

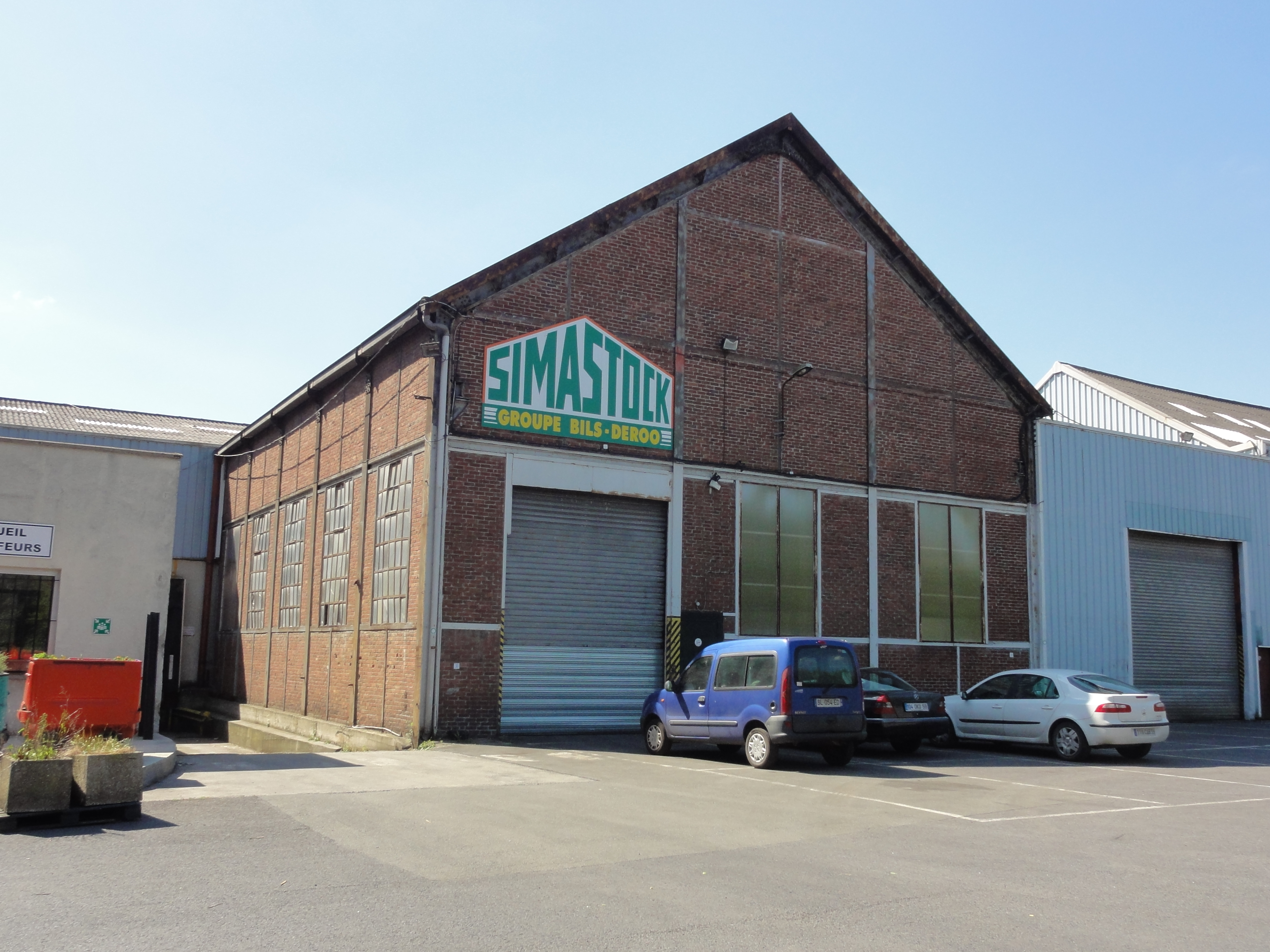
La salle des machines du puits no 2, post-Nationalisation.
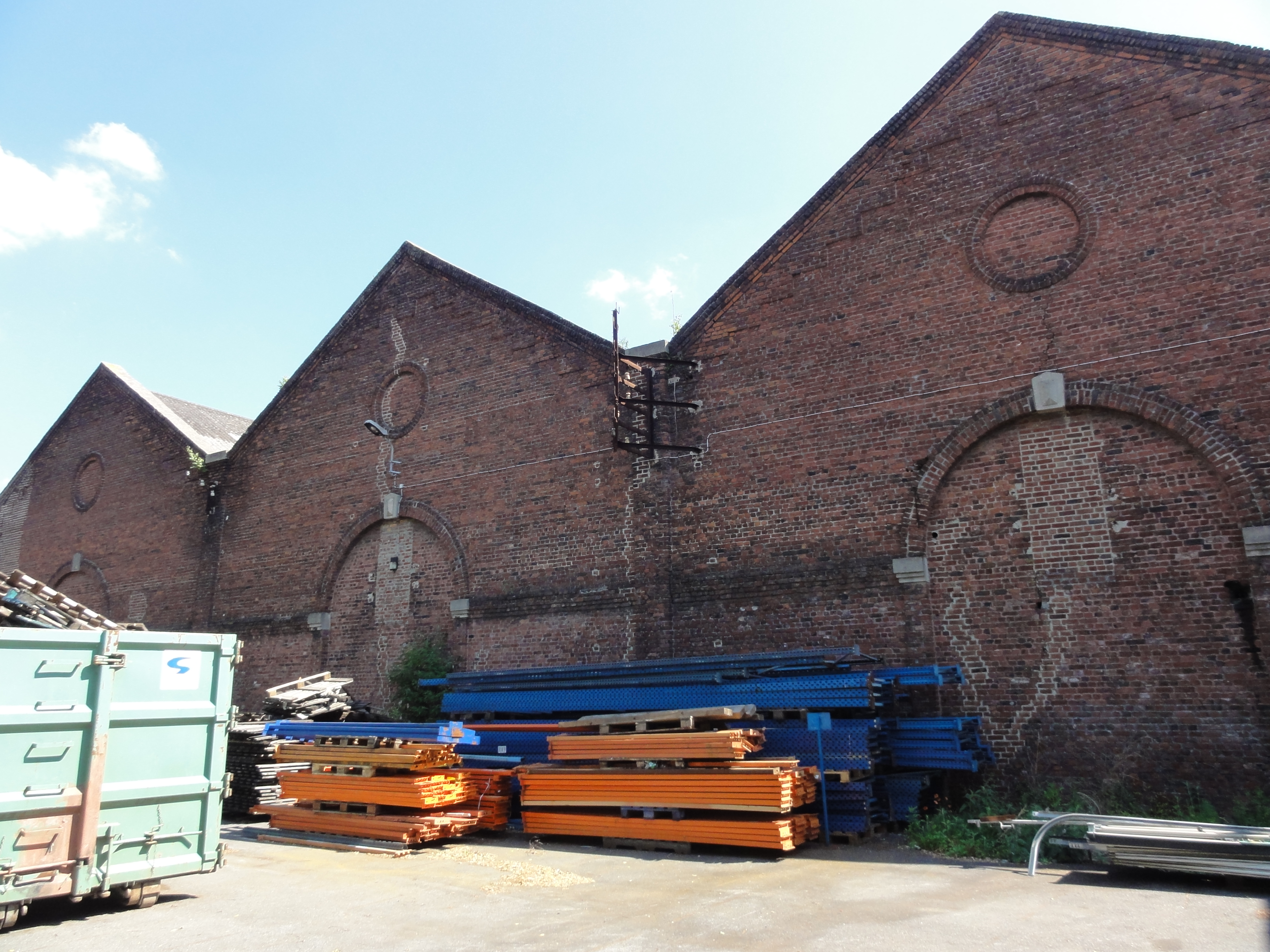
La chaufferie transformée en hangars.
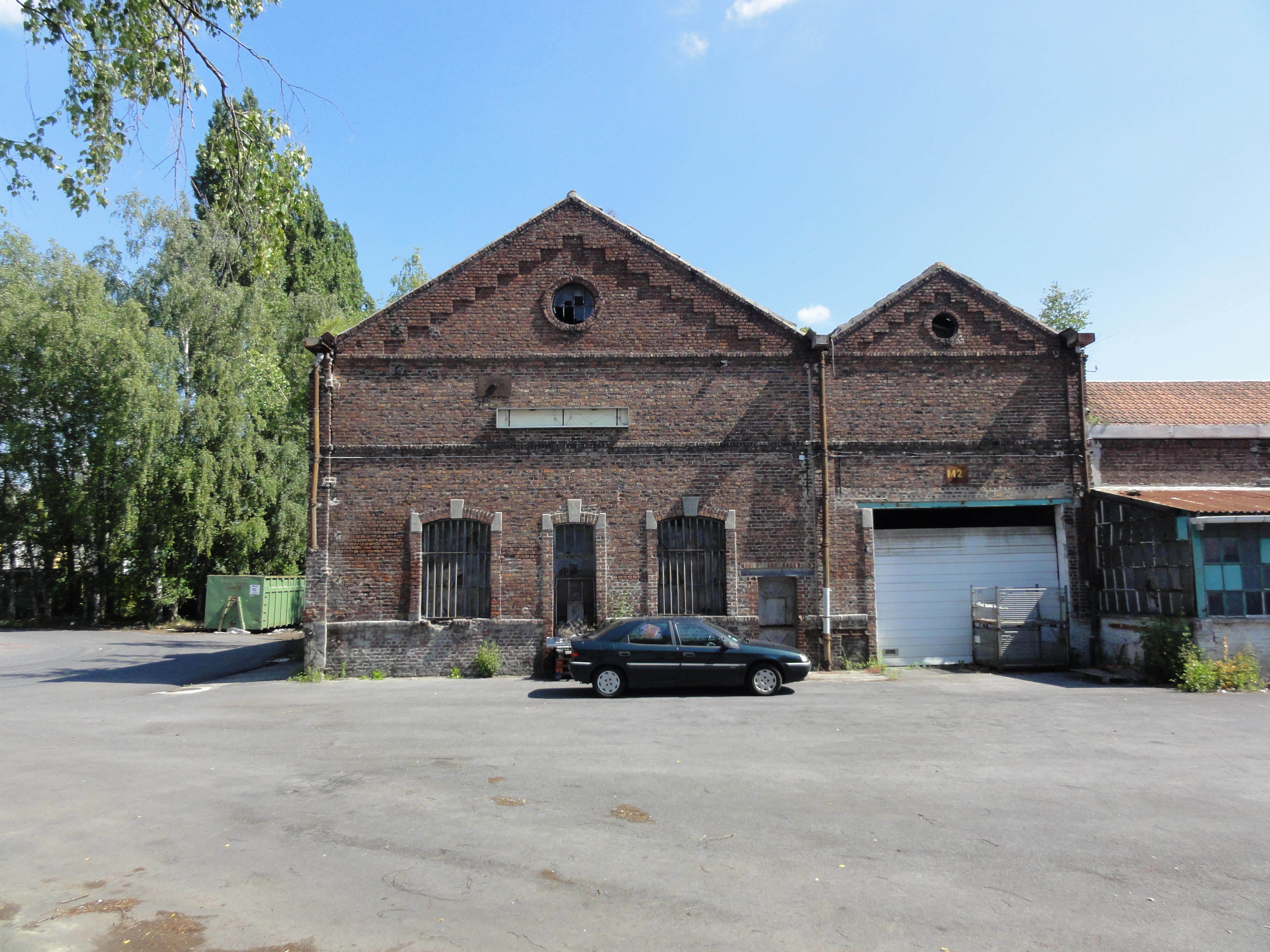
Des ateliers.
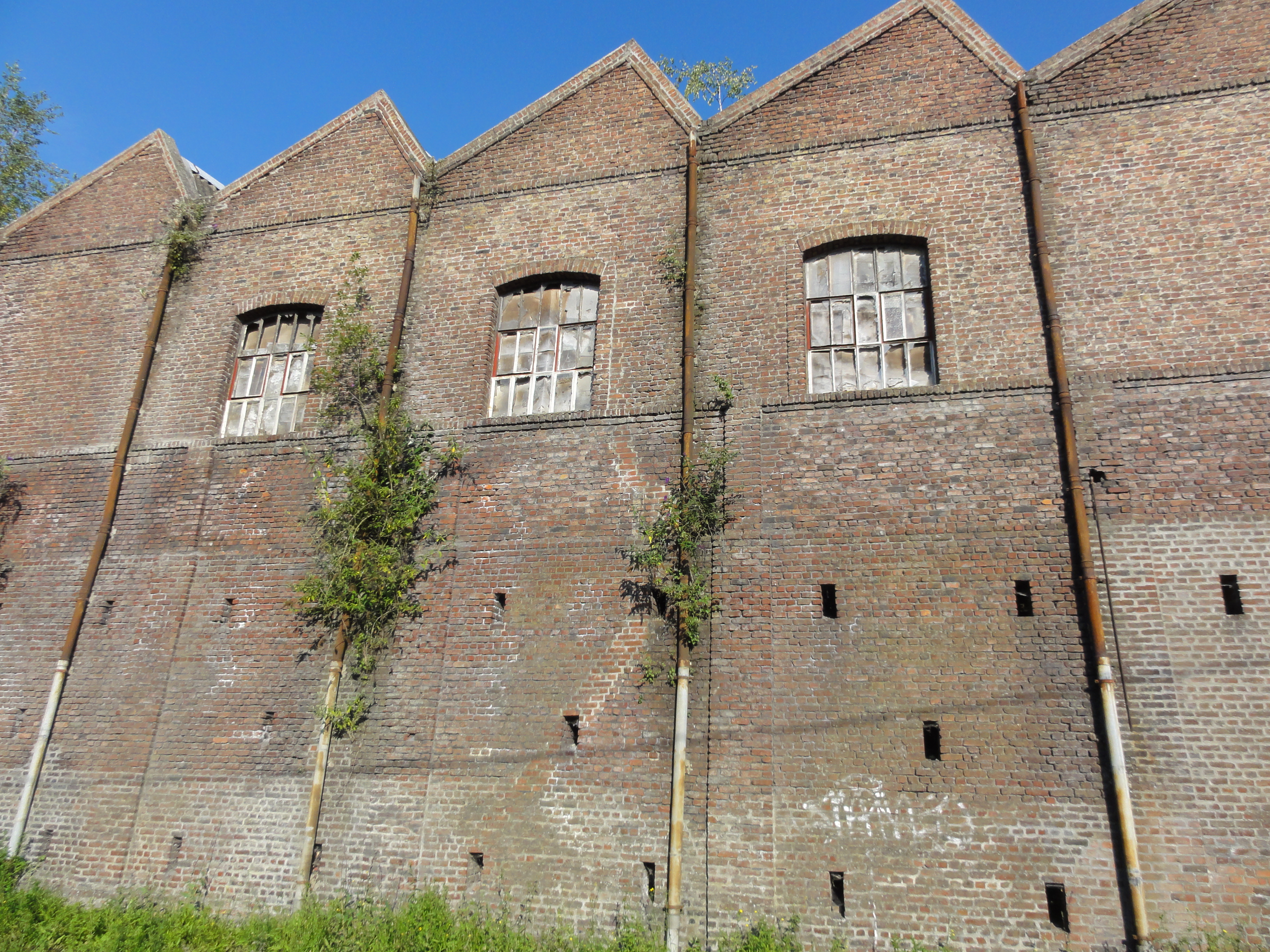
Des ateliers.
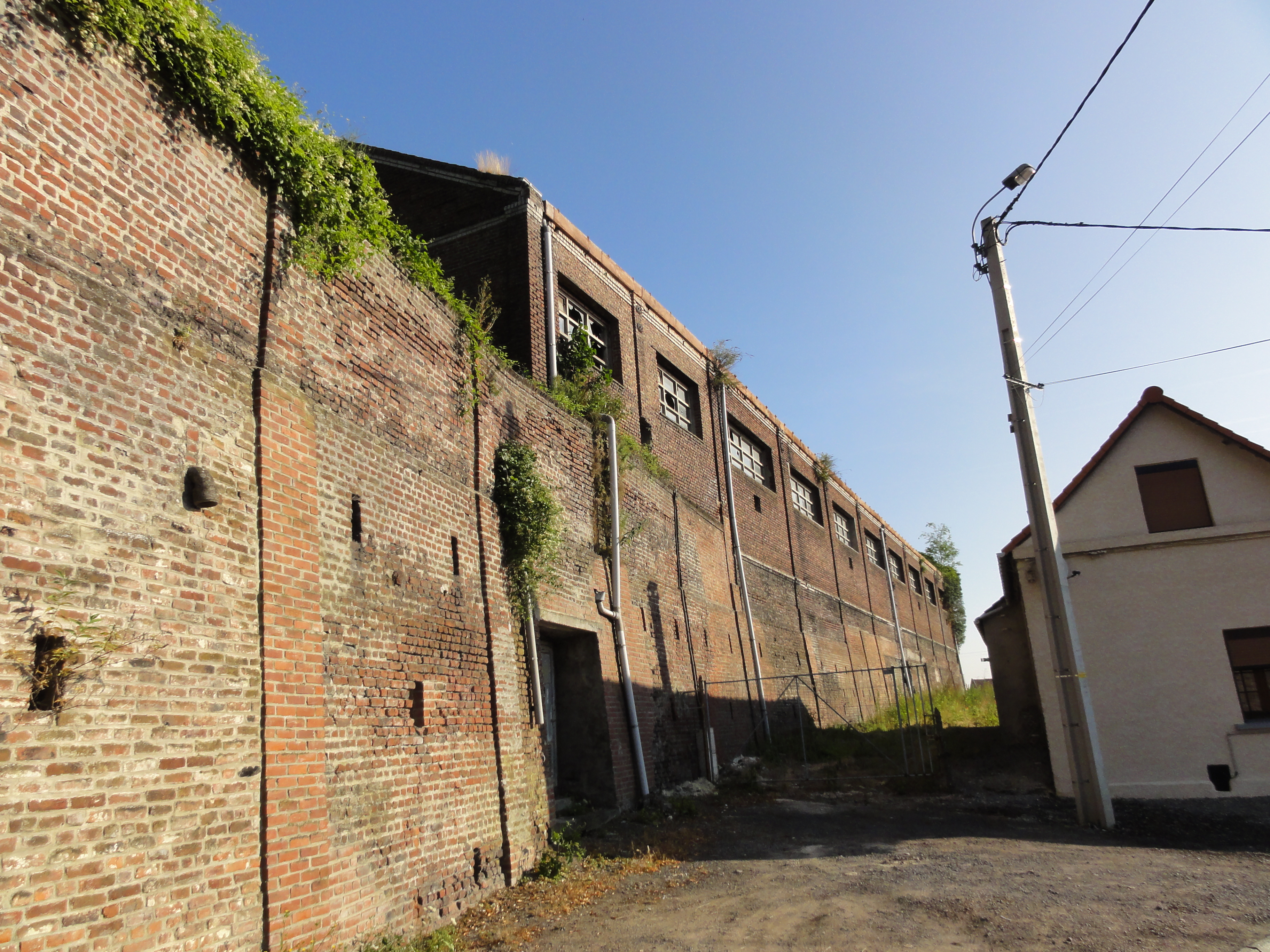
Le bâtiment des bains-douches.
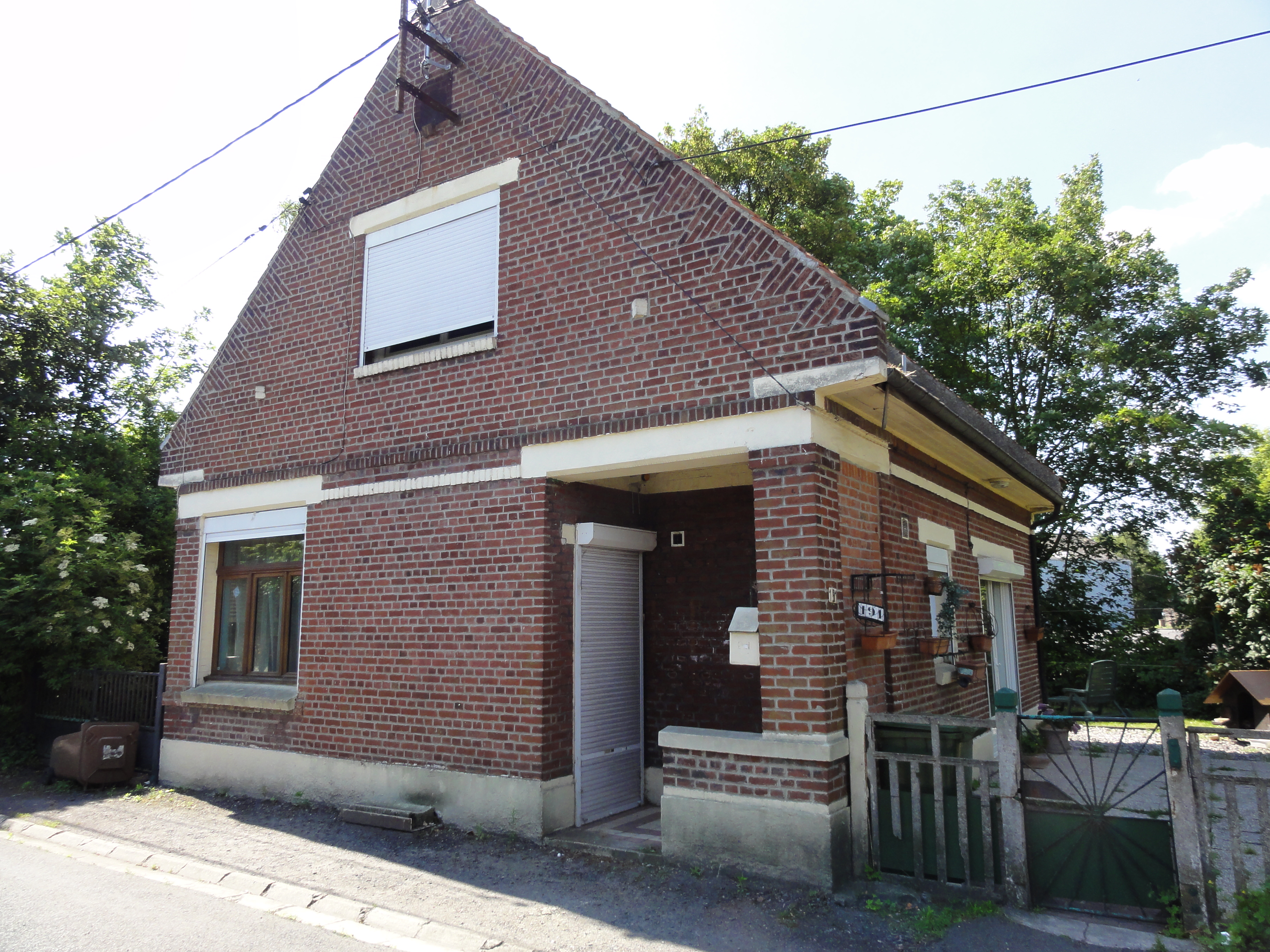
Le logement du garde.

## Le terril

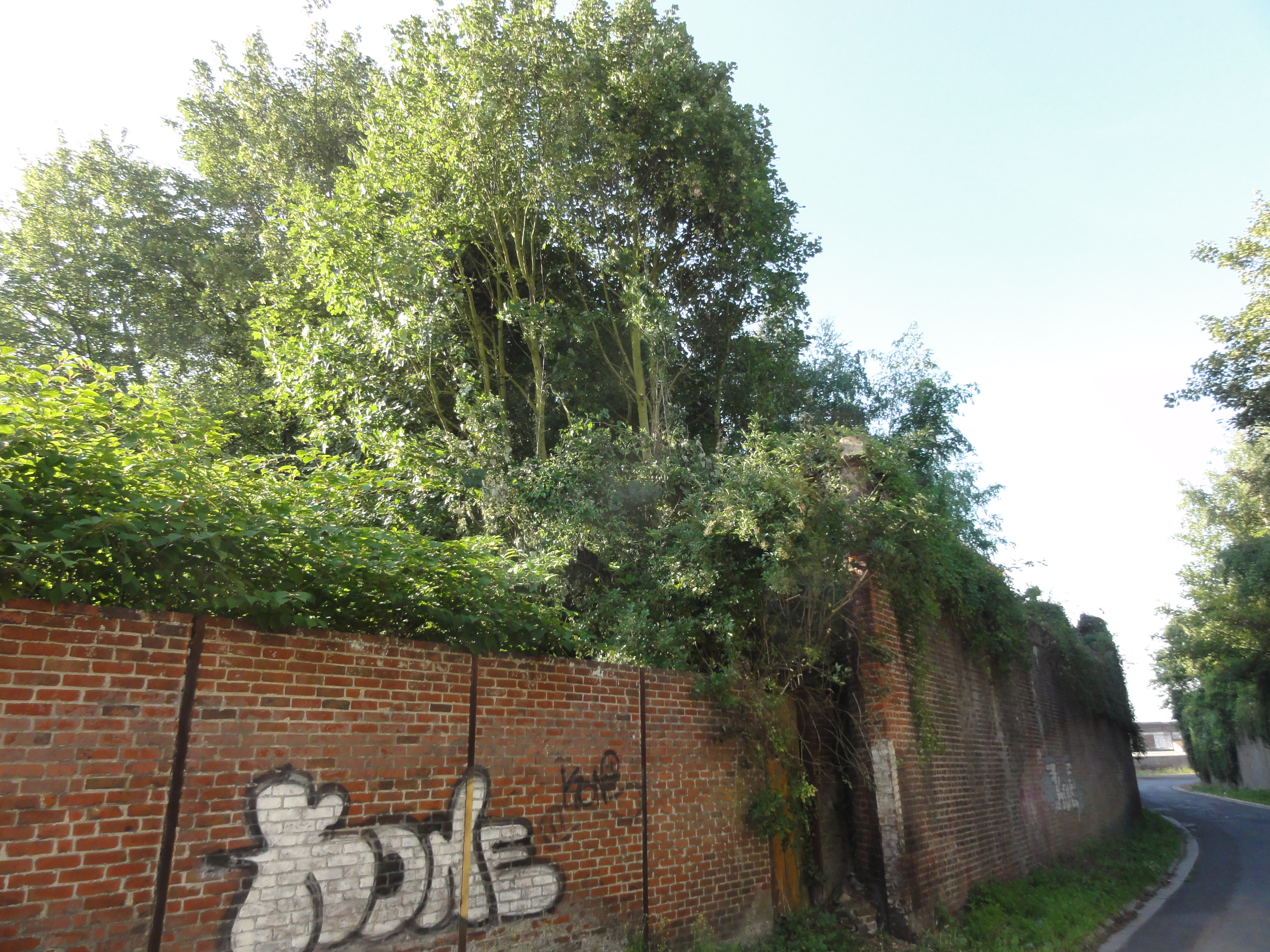
Le terril cavalier du siège Notre Dame commence près de la fosse.

50° 22′ 16″ N, 3° 06′ 47″ E
Le terril no 252, Cavalier du siège Notre Dame, situé à Sin-le-Noble, est le terril cavalier de la fosse Notre-Dame des mines d'Aniche. Il est entièrement boisé,.

## Les cités
La Compagnie des mines d'Aniche a bâti d'immenses cités afin de loger ses mineurs de la fosse Notre-Dame. Les habitations reprennent à peu près tous les modèles de la Compagnie. Une partie des habitations a été démolie. La cité-jardin de la Clochette et la cité pavillonnaire Notre-Dame font partie des 353 éléments répartis sur 109 sites qui ont été classés le 30 juin 2012 au patrimoine mondial de l'Unesco. Elles constituent le site no 25.

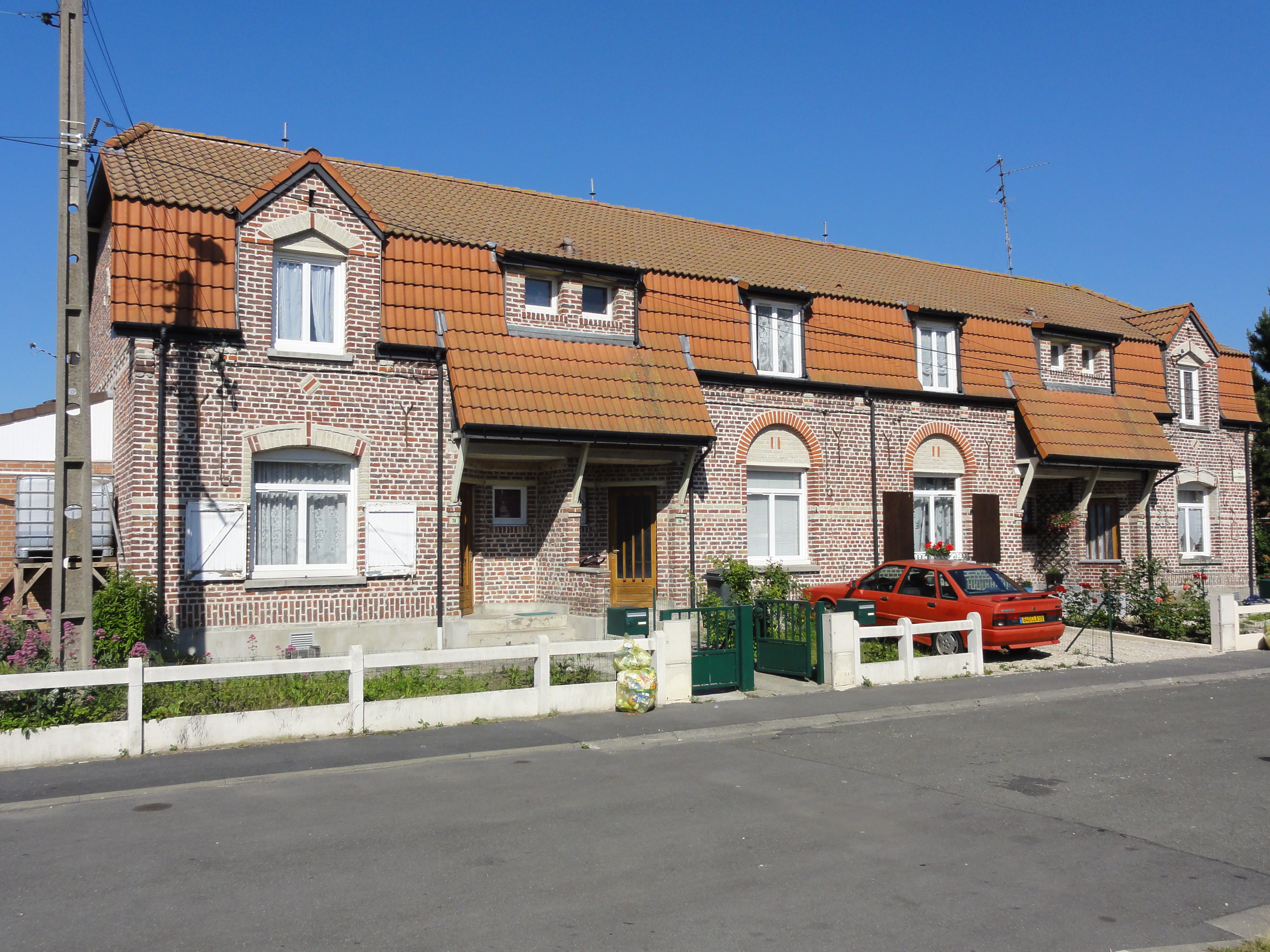
Habitations groupées par quatre.

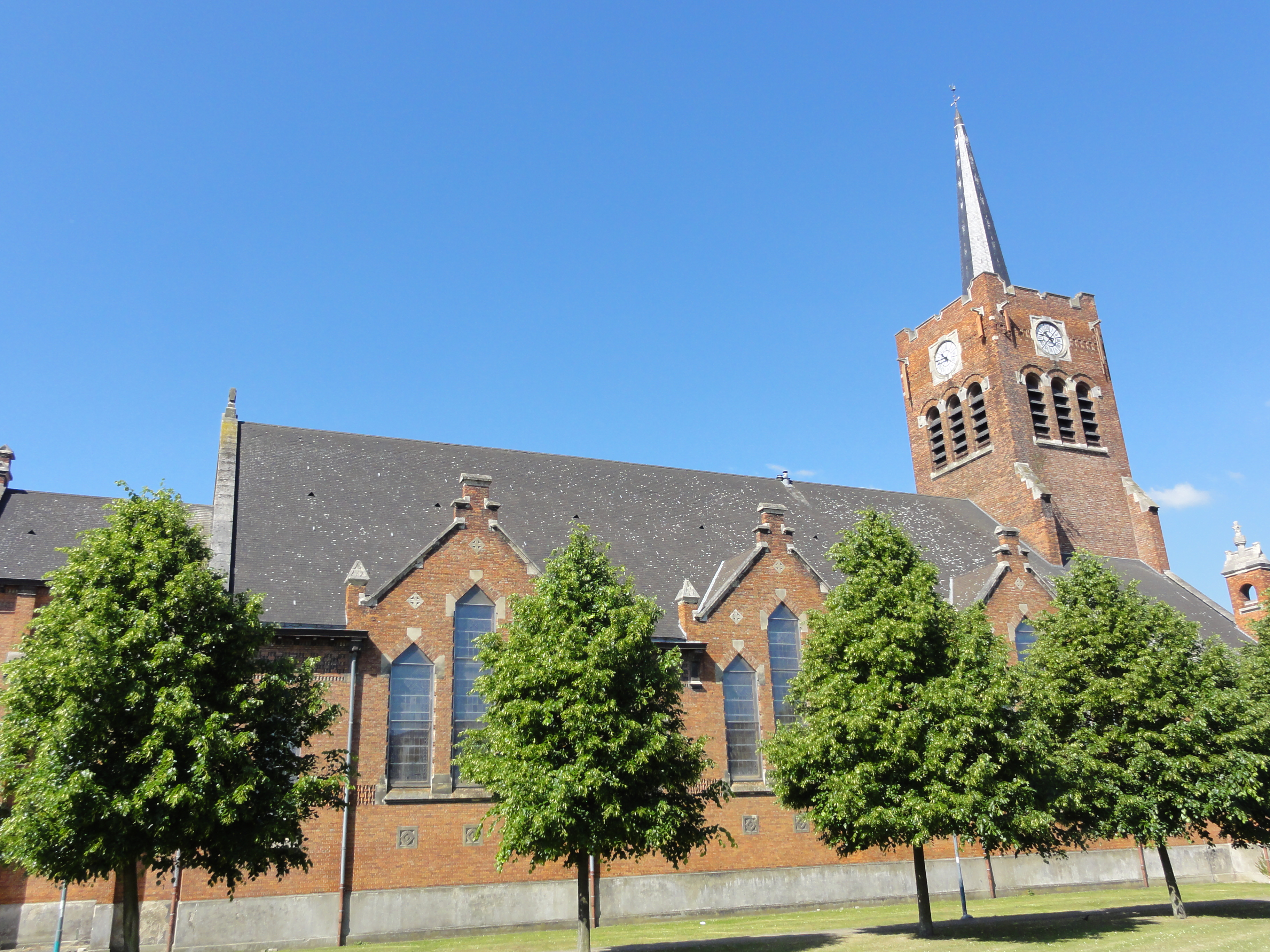
L'église.

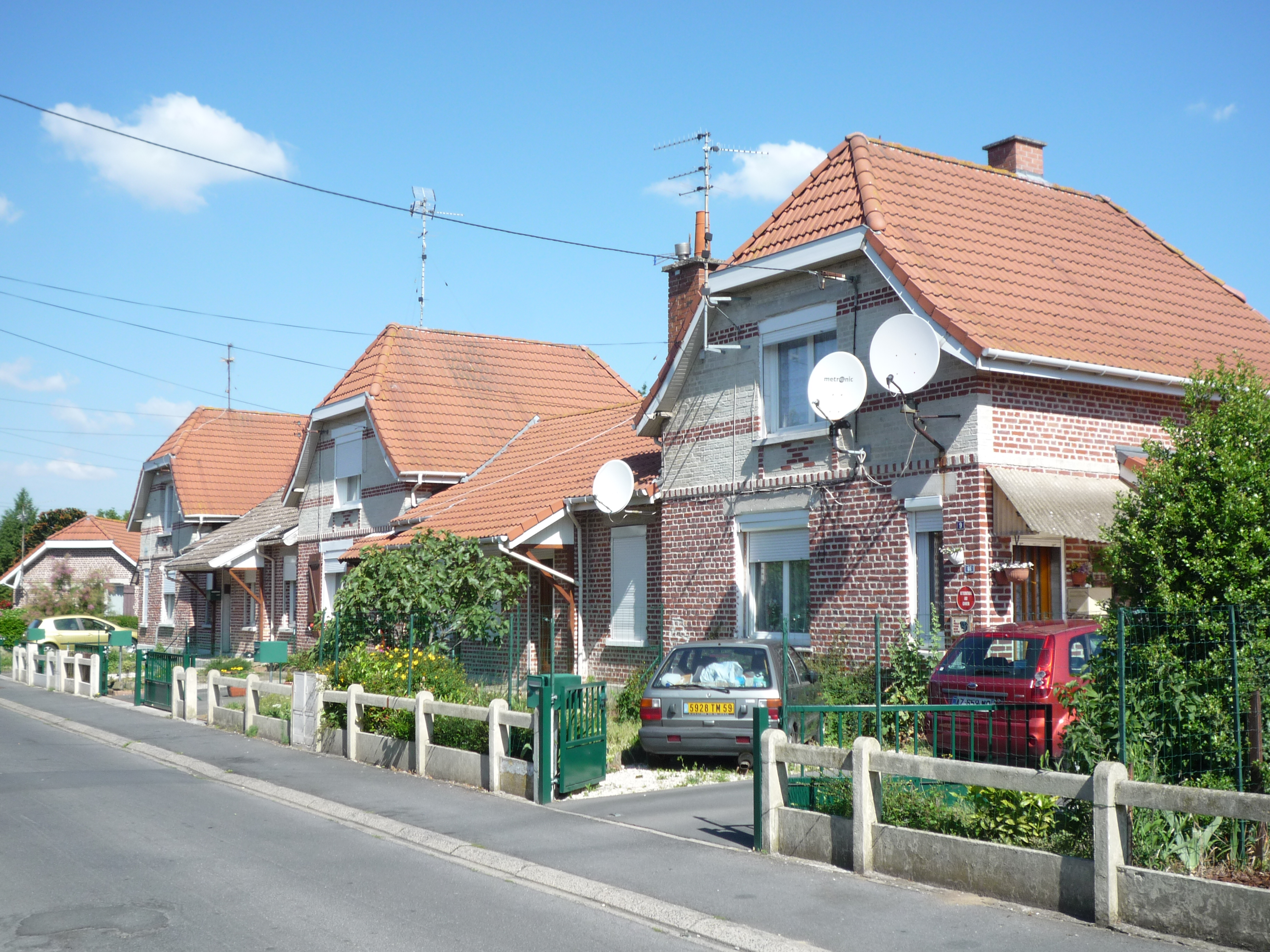
Habitations groupées par cinq.
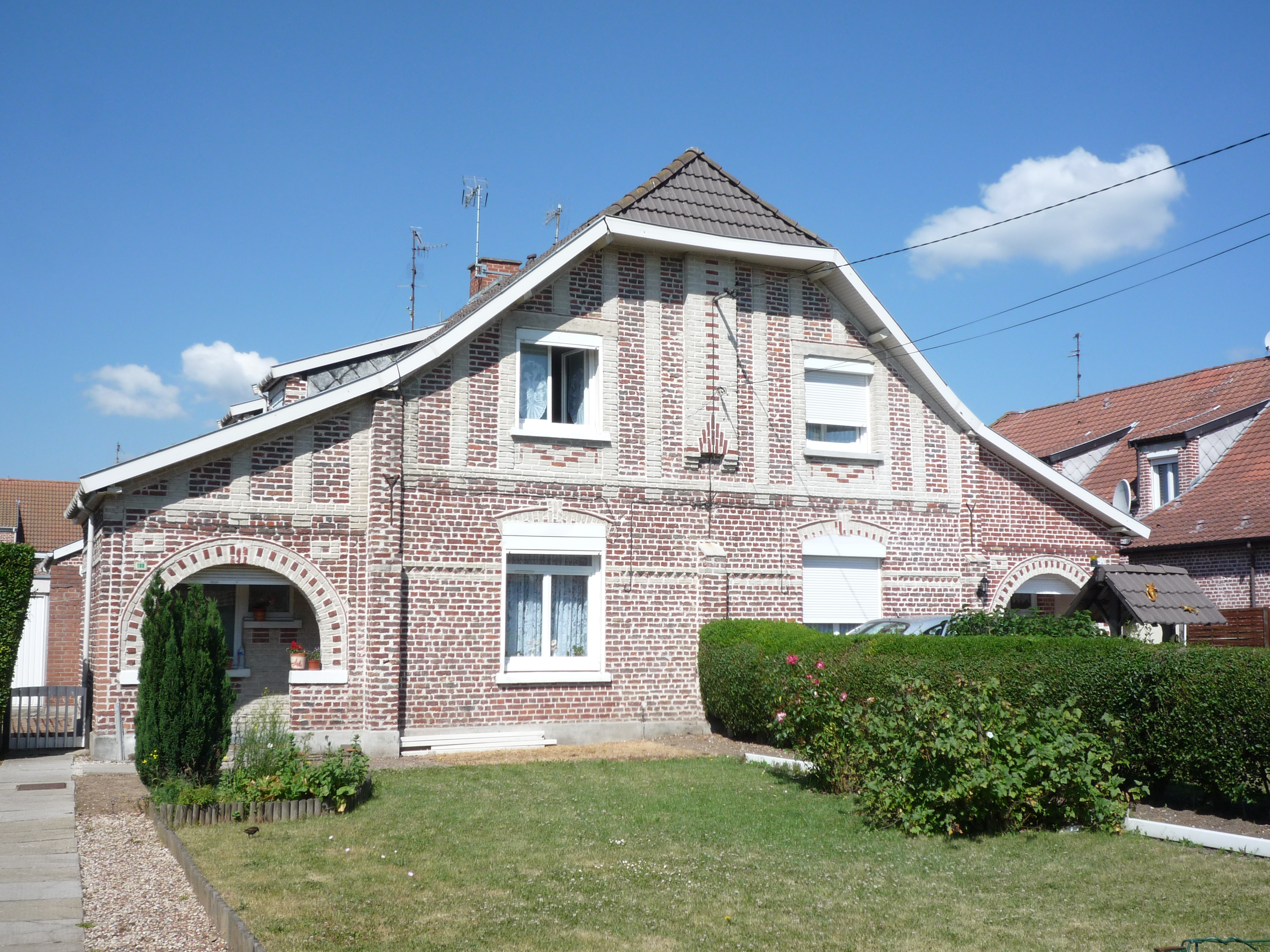
Habitations groupées par quatre.
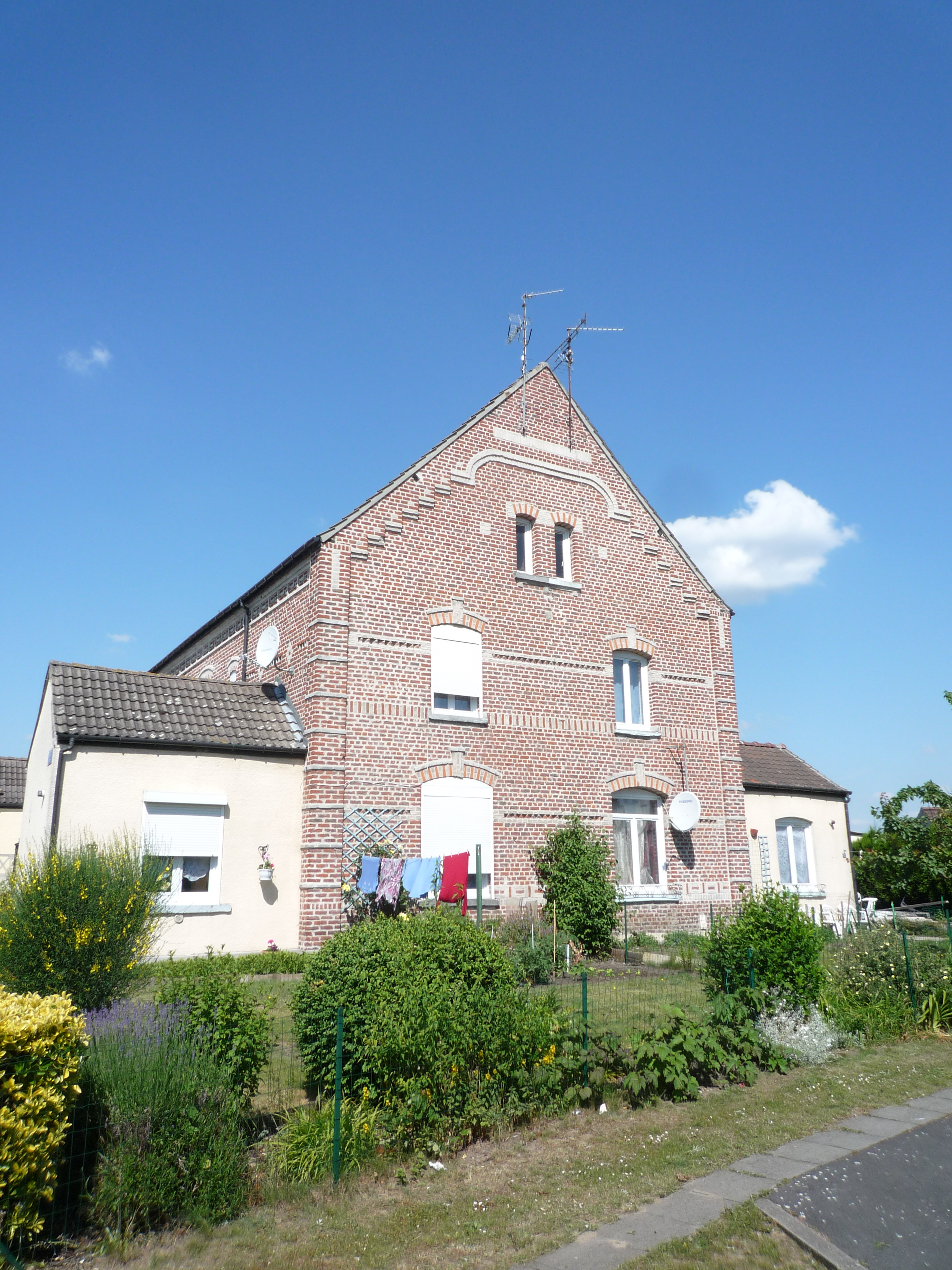
Habitations groupées par quatre, plus spacieuses.
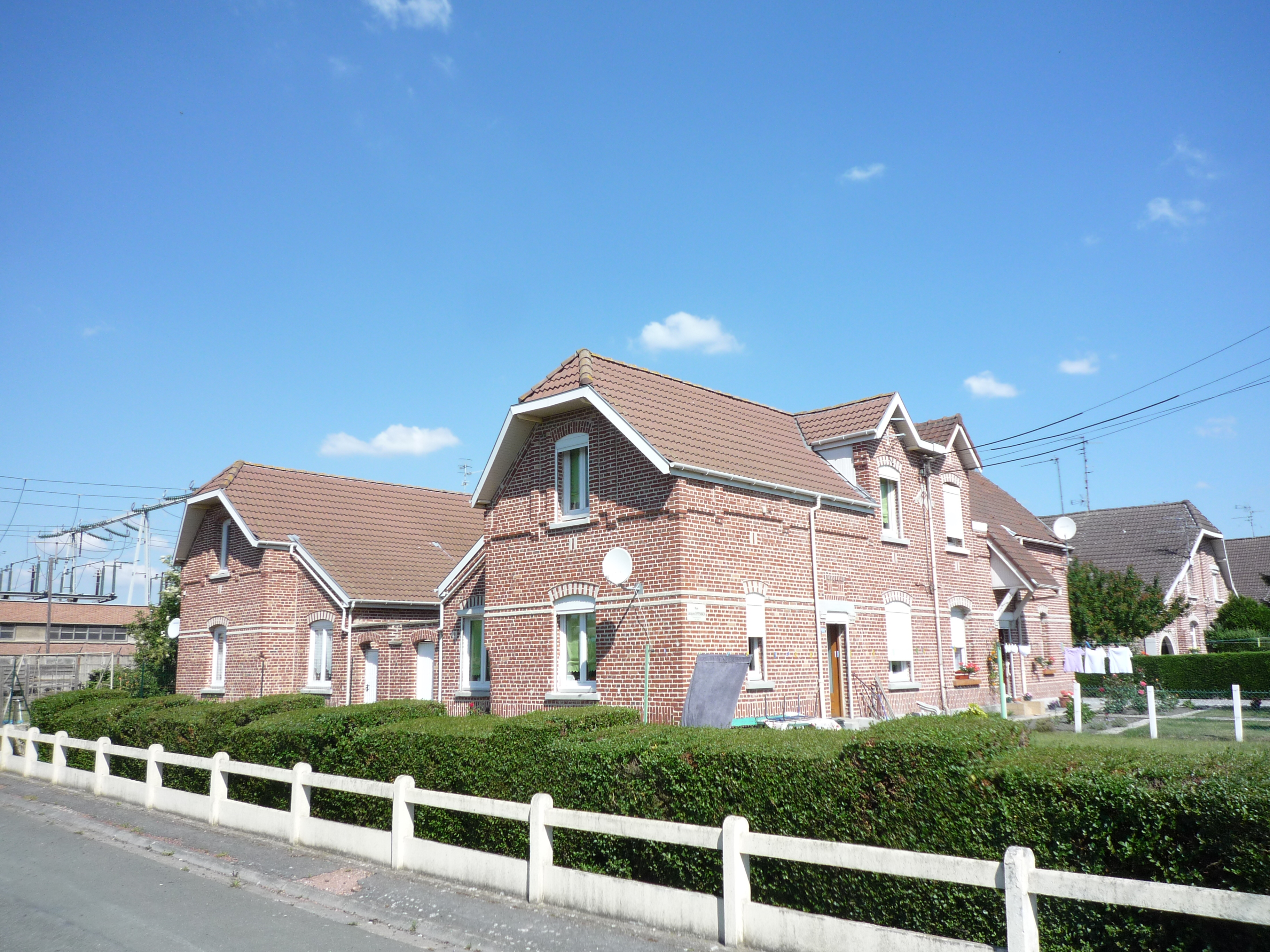
Habitations groupées par deux.
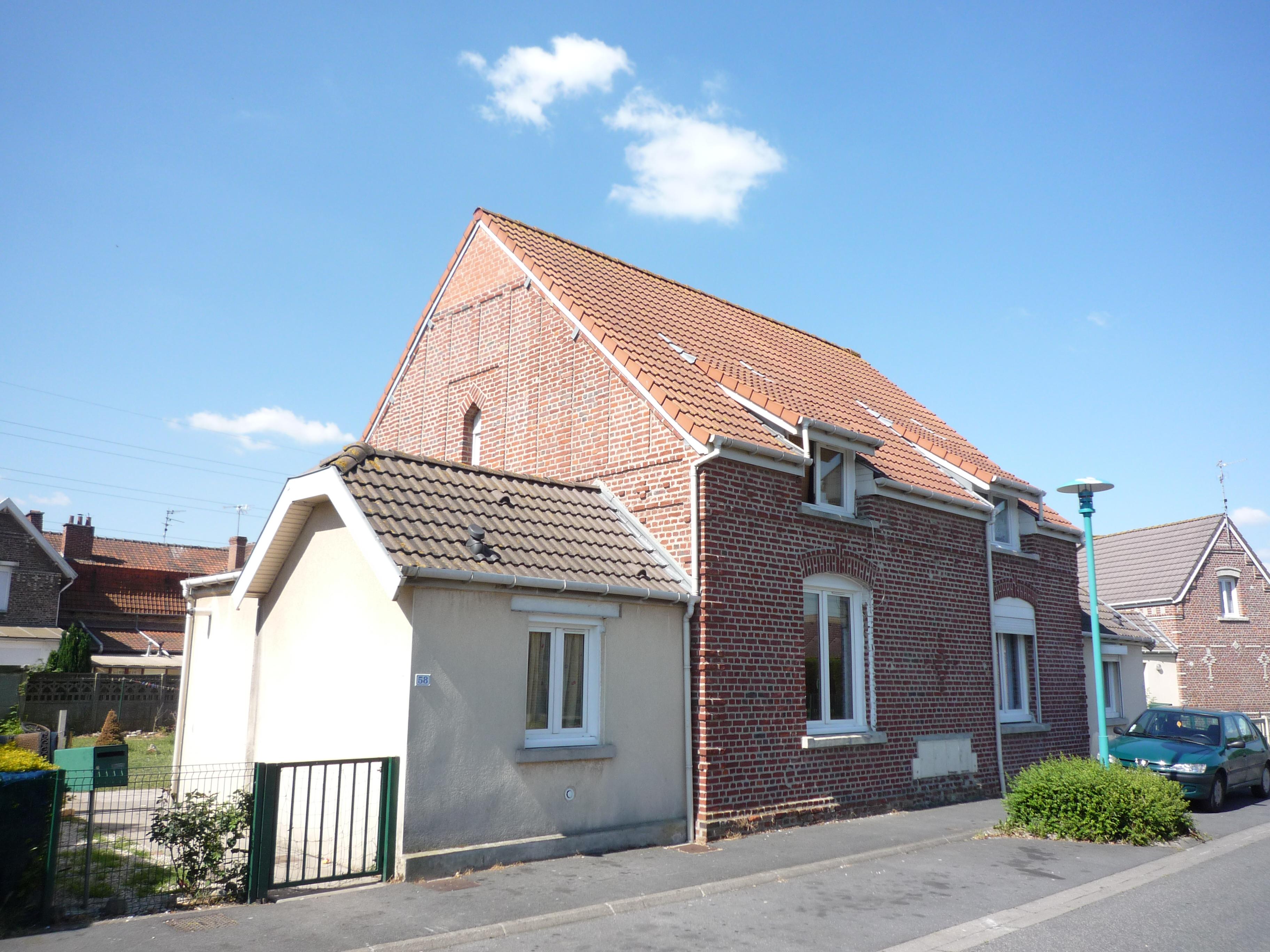
Habitations groupées par deux, un modèle assez rare de la Compagnie.

### L'église Notre-Dame des Mineurs
50° 22′ 33″ N, 3° 05′ 59″ E
L'église Notre-Dame des mineurs de Waziers étant située au centre de la commune, la Compagnie a fait construire une grande église, qui marque le cœur de la cité. Louis Marie Cordonnier fait ériger une église dont l'intérieur rappelle les galeries d'une mine. L'édifice est long de soixante mètres, et large de vingt mètres. Mille-cinq-cents personnes peuvent s'y assoir. Les travaux commencent en 1923, l'église est bénie en avril 1927 par l'archevêque de Cambrai.
Sous l'influence du prêtre polonais François Wojtyla, l'Archidiocèse de Cambrai cède la gestion de l'église à l'association de sauvegarde de l'église Notre-Dame des Mineurs de Waziers en 2001. Dès lors, l'église reprend vie, puis est rénovée. L'église en totalité est classée aux monuments historiques par arrêté du 8 mars 2010, elle est propriété d'une association diocésaine. L'église est classée depuis le 30 juin 2012 au patrimoine mondial de l'Unesco.

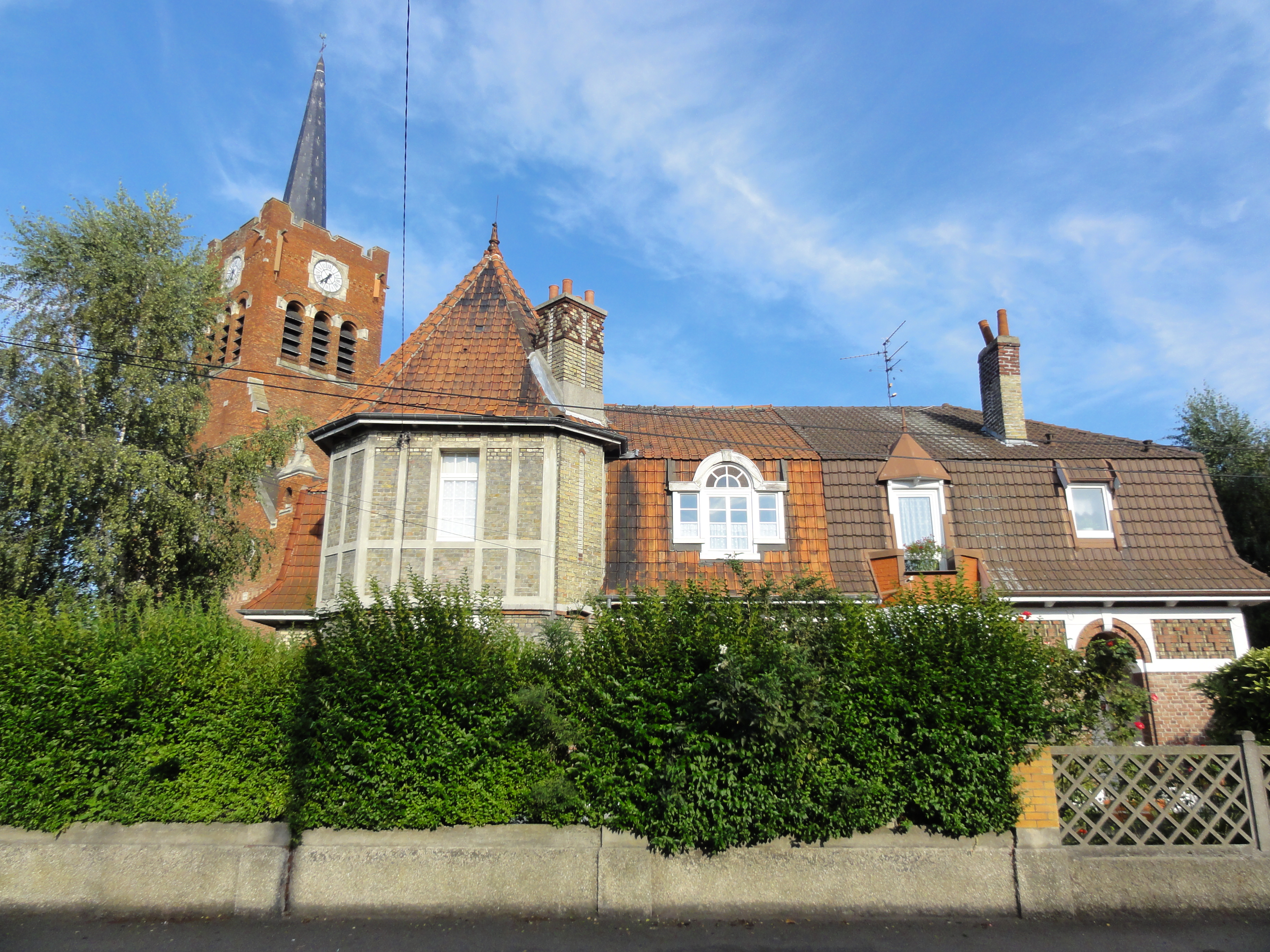
Les presbytères.

### Les presbytères français et polonais
50° 22′ 32″ N, 3° 05′ 57″ E
Les presbytères forment une unique maison constituée de deux habitations dont les façades sont différentes, et remarquables par la quantité de détails architecturaux. Par arrêté du 18 mars 2010, les façades et les toitures des presbytères sont inscrites aux monuments historiques. Ils sont encore habités, et sont propriété d'une association diocésaine. Les presbytères français et polonais sont classés depuis le 30 juin 2012 au patrimoine mondial de l'Unesco.

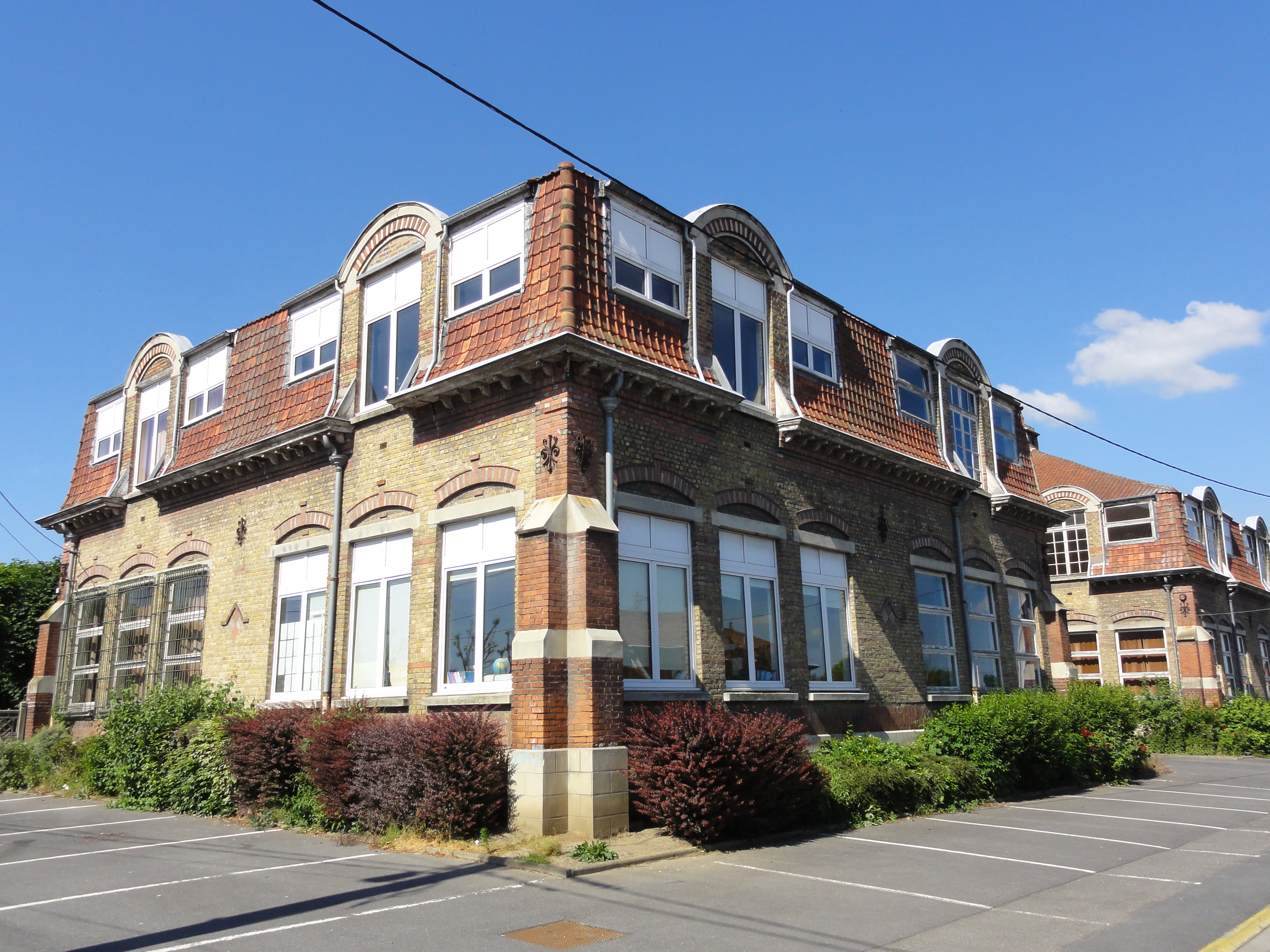
Les écoles.

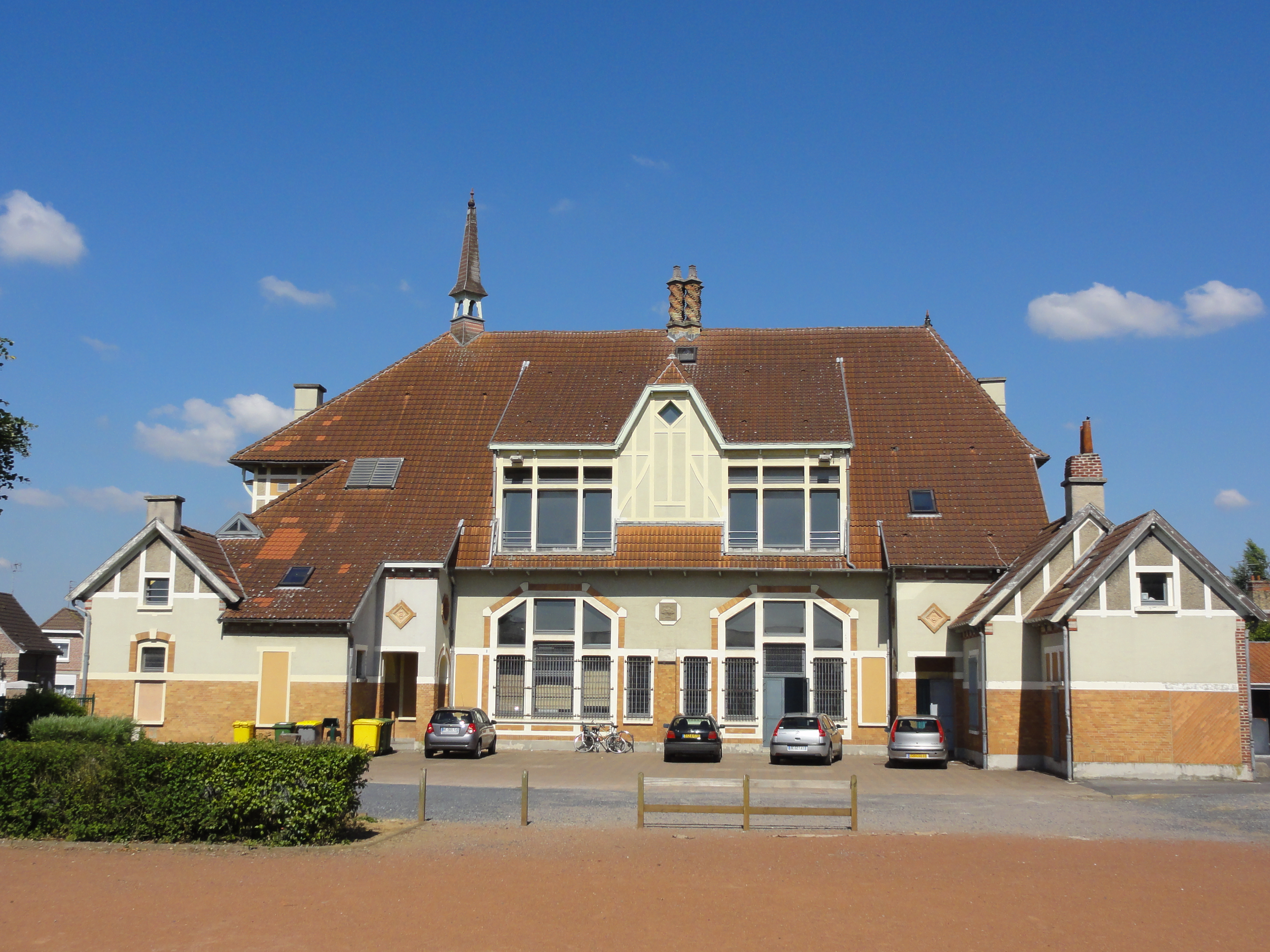
Le centre médical.

### Les écoles
50° 22′ 35″ N, 3° 06′ 03″ E
Des écoles ont été construites à l'extrémité nord des cités, près des cités de la fosse Gayant. Ce modèle est typique de la Compagnie d'Aniche. Les façades et les toitures ont été inscrites par arrêté du 23 octobre 2009, et sont propriété de la commune. Les écoles sont classées depuis le 30 juin 2012 au patrimoine mondial de l'Unesco.

### Le centre médical
50° 22′ 31″ N, 3° 05′ 58″ E
Le centre médical et de patronage des cités de la fosse Notre-Dame a été reconverti en centre social. Par arrêté du 23 octobre 2009, les façades et toitures sont inscrites aux monuments historiques. Le centre social est la propriété de la commune. Le patronage est classé depuis le 30 juin 2012 au patrimoine mondial de l'Unesco.